# ケチャップ
ケチャップ（英: ketchup、広東語: 茄汁 ke2zap1、閩南語/台湾語: 膎汁 kê-tsiap）とは、野菜（トマトなど）、果実、キノコ、または魚介類などを原料にした調味料。バナナを使ったバナナケチャップもある。インドネシアでは、さらに、醤油や、大豆と小麦粉、砂糖などで作る甘い調味料ケチャップマニスなども含め、幅広い調味料を指す。

## トマトケチャップ
日本では「ケチャップ」と言えば通常「トマトケチャップ」のことを指す。
基本的なトマトケチャップの作り方は完熟トマトを加熱して漉し、さらに低温で煮詰めてトマトピューレを作る。それに、砂糖、塩、酢、オールスパイス、クローブ、シナモンなどを加える。玉ねぎ、セロリ、その他の野菜がしばしば加えられる。トマトケチャップは、ホットドッグ、ソーセージ、オムレツ、ハンバーガー、フライドポテトなどの洋食にかけて使用される。日本やアメリカなどでは酢豚やエビチリなど、中華料理に用いられる事も多い。
米国のトマトケチャップ消費量は4000万リットルで、世界の他の国と比べ抜きん出て多い。一説によれば世界のケチャップ生産量の半分はアメリカの若年層により消費されている換算になる。使用目的は卓上調味料としてがほとんどだが、これを使って調合したバーベキューソースは、醤油を使ったテリヤキソースや韓国風ソースを引き離して今なお絶大な人気があり、アメリカを代表する味との声もある。
イギリスやオーストラリアなどアメリカ以外の多くの国では酢が入っていないトマトケチャップをトマトソース、レッドグレイビー、レッドソースなどの名前で販売している。日本農林規格では可溶性固形分8%以上25%未満をトマトソース、トマトケチャップは25%以上（標準）、30%以上（特級）と分類している。
日本でも好まれる調味料の一つであり、洋食には欠かせない。洋食にはトマトケチャップを加熱調理用に使う調理法が確立されており、チキンライス、オムライス、ナポリタンなどトマトケチャップを使った日本独自のメニューがある。また、カレーライスのルーや味噌汁などに少量加えて味に深みを出すことも行われており、マヨネーズと練り合わせるとオーロラソース風のドレッシングとなる。
容器はアメリカなどでは瓶入りや逆さまにしておくことのできる硬質ビニール容器入りが多いが、日本においてはソフトチューブ入りのものが多い。日本においても1988年にカゴメが「ニューケチャップ」の商品名でアメリカの製品同様に硬質ビニール製のものを発売したが、短期間で発売終了となった。消費者にチューブ入りのものが浸透していたこと、日本人のトマトケチャップの消費量はアメリカ人に比べて少ないことなどが普及に至らなかった理由とされる。
このほか弁当用など個包装のパック入り商品もある。ファーストフード店や露店商向けにケチャップを赤色、マスタードを黄色という一対の組み合わせにして容器がセット販売されている場合もあり、マスタードとの組み合わせで容器を折って開封するディスペンパックの形態でも販売されている。
流体としての特性としては非ニュートン性を持つ非ニュートン流体（剪断速度に対して粘度が変わる流体：水やシリコンオイルは剪断速度に対して粘性は一定なのでニュートン流体）であり、急激な圧力を加えたり、かき混ぜると粘性が下がる。
トマトケチャップは、家庭や飲食店などで常温で保存されていたものが提供されることもあり、しばしば保存方法について議論されることがある。2017年、クラフト・ハインツのアメリカ法人は「天然の酸味があるのでハインツのケチャップは戸棚でも保存できますが、製品の品質を保つために開封後は冷蔵庫へ」との回答を示したが、2023年、クラフト・ハインツのイギリス法人は「ケチャップは冷蔵庫へ！」との回答を示している。
- 有機農法トマトによるハインツのトマトケチャップ
- ハンバーガーに添えられたケチャップ
- 小分けパック入りのトマトケチャップ

## 歴史

### 語源
1690年に出版された北アメリカの飲食用語辞書 A New Dictionary of the Terms Ancient and Modern of the Canting Crew に ketchup、1699年に出版されたイギリスの飲食用語辞書 BE's Dictionary of the Canting Crew of 1699 に catchup という言葉が収録され、説明として「東インド奥地のソース（a high East-India Sauce）」と記されていた。「東インド奥地」つまり現在の中華人民共和国南部から東南アジアの、魚介類の塩漬けを発酵させた液体調味料（魚醤）の呼び名が、語源と考えられている。
中国に数百年前からある「ケ・ツィアプ」と呼ばれる調味料が由来だという説が有力である。これは現在のナンプラーや魚醤のように、魚に塩を加えて発酵させて作ったものだった。中国南部の福建語では魚から作ったソース（魚醤）のことを「KE-chiap」と呼び、人々は調味料のような形で料理に使用していた。これは現在の中国南部の泉州周辺や台湾南部の鹿港周辺で鮭汁が「コエチアッ」「ケーチアッ」等と呼ばれているのとも符合する。
閩南語や台湾語では、小魚やエビの塩辛から分離した液体を kechiap、koechiap（鮭汁　ケーチアッ、コエチアッ）と呼び、これがマレー半島に伝わって kichap、kecap と呼ばれるようになった。なお、蕃茄醤や茄汁は、後にアメリカで大量生産されたトマトケチャップに対する意訳語である。
マレーの植民地で kichap を口にしたイギリス人によりヨーロッパに伝わると、キノコ、トマト、クルミなどを原料として catchup、catsup と呼ばれた。その後アメリカでトマトケチャップが普及し、現代のアメリカ英語では ketchup と表記するのが最も一般的となっている。
そして17世紀ごろ、東西貿易が盛んになり、アジアからヨーロッパに伝わったと考えられている。18世紀にイギリス人が「kecap」と呼ぶ調味料に出会うと、しょうゆと同様にローストや揚げ物といったイギリス料理に使われるようになった。
その後ヨーロッパに伝わったケチャップはその後大きく姿を変え、かきやロブスターなどの魚介類のほか、マッシュルームやクルミや果実など様々な材料で作ったケチャップが登場した。1727年にロンドンで出版されたエリザ・スミスの「Compleat Housewife」というレシピ本には、ワインやスパイスを使ったアンチョビベースのケチャップのレシピが記されている。
英語ではKetchupとCatsupの表記は当たり前のように混在しているが、イギリス英語とアメリカ英語ではKetchupのほうが優勢である。

### イギリスのケチャップ

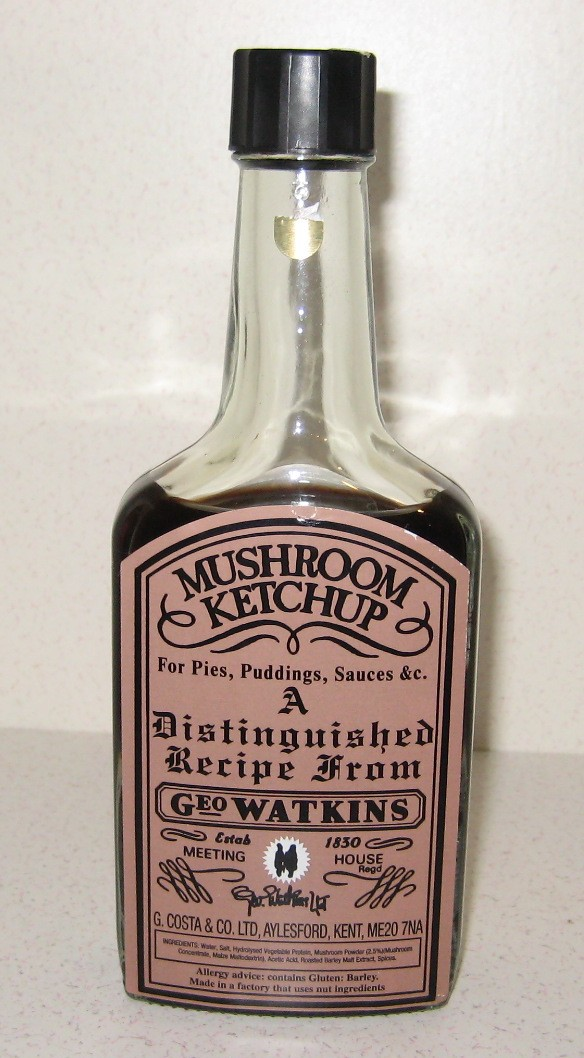
イギリスのキノコから作ったケチャップ

これが伝わったイギリスではマッシュルームの保存調味料（en:Mushroom ketchup、マッシュルームに塩を振り、2・3日置いてからしみ出た汁を香辛料と煮詰めたもの）が考案され、現在でもパイやシチューに使用されている。その他の初期のケチャップはカキ、アンチョビ、ロブスターといった魚介類や、クルミ、インゲンマメ、キュウリ、ブルーベリー、クランベリー、レモンそしてブドウなど植物素材を材料とするソースが考案され、様々なスパイスが加えられるなどして変化しながらバリエーションを増やしていった。

### トマトケチャップの誕生
やがてイギリスのケチャップがアメリカにも伝わった。当時ようやくトマトが食用とされ始めるようになっていたが、アメリカで生産されるトマトは酸味が強すぎるなど品質が優れず評判が悪かった。そこで、この売れ残ったトマトを使ったケチャップが考案された。18 - 19世紀にアメリカに渡ったフランス系ヨーロッパ人によって考案されたとされる。当初は家庭で手作りされていた。最古のレシピは1795年に手書きで記された“Approval Recipes”と“Receipt Book of Sally Bella Dunlop”であり、切ったトマトに塩を振り、2・3日置いてからしみ出した果汁を香辛料と煮詰めたもので、酢も砂糖も加えていない（現在とは違い、調理中に隠し味として使ったと考えられている）。トマトベースのケチャップを最初に出版書籍で紹介したのは、フィラデルフィアの医師であり科学者でもあったジェームス・ミーズであり、そのレシピが1812年の「Archives of Useful Knowledge, vol. 2」という百科事典に記されている。その後、19世紀後半になってようやくトマトを砂糖で甘くし、酢で酸味を加え、クローブ・ナツメグ・ジンジャーといったスパイスで味付けした、いわゆる現代の「ケチャップ」が誕生した。
今日、世界最大手のケチャップメーカーであるハインツは元々は母親のレシピを元にしたホースラディッシュ（西洋ワサビ）のソースを販売すべく設立された会社であった。ところが事業がうまくいかずに破産し、新しい会社を設立する際に別の目玉商品が必要、ということで1876年に品質の良い完熟トマトのみで作った瓶詰めトマトケチャップを発売した。これが広く普及した結果、ケチャップの代表になったといわれている。
現在ではルーツとされる中国でも、トマトケチャップを使うようになった。
カナダのケベックではリンゴ、モモ、パイナップルを原料としたフルーツケチャップをミートパイにかけて食べている。

### 日本における歴史
日本のトマトケチャップは、明治期にアメリカから伝わったものが最初とされる。当時既にトマトケチャップが主流になっていたアメリカから伝わったため、日本では当初からケチャップといえばトマトケチャップだった。国産製品は1896年（明治29年）に横浜で清水與助が創業した清水屋が、1903年（明治36年）に製造販売を開始したという記録が横浜開港資料館所蔵の資料に残っており、これが最初の国産ケチャップであると考えられる（神奈川区の国道15号線沿いには「トマトケチャップ発祥の地」の石碑がある。）。この清水屋ケチャップは、1913年に南区で開かれた勧業共進会で銅賞を受賞し、宮内庁御用達にもなったという。
1908年（明治41年）には明治屋がトマトケチャップとマッシュルームケチャップの輸入販売を開始する。
同年にはまた、蟹江一太郎（カゴメの創業者）がトマトケチャップの製造販売を開始している。その後トマトケチャップを用いる料理の普及拡大、殺菌方法を変え仕上がりを改善したこと、積極的な宣伝などが奏功して急速に売り上げを伸ばした。
容器の変遷も消費拡大に大きな役割を果たした。発売当初はビール瓶に詰められていたため取り出しにくかったが、1957年に（他社に追随して）カゴメが広口瓶を採用し、スプーンで必要なだけ取り出せるようになったことで4年後には売り上げが2倍近くに増えたという。さらにその後、ポリエチレンをブロー成形したチューブ入りのものが発売され、使い勝手の良さから日本における主流となった。
トマトを主原料とするほとんどのケチャップは赤いが、原料を変えればケチャップの色も変わる。福井市に本社を置く企業「日々是（ひびこれ）」は、金色のケチャップを製品化した。マンゴーや黄色いパプリカ、レモンを材料としている。

### フィリピンのケチャップ
フィリピンではトマトケチャップよりも、バナナから作られるバナナケチャップが主流である。またバナナケチャップの色はトマトケチャップと同様に赤であるが、これはトマトケチャップとは違い着色料によるものである。

### マレーシア、インドネシアのケチャップ

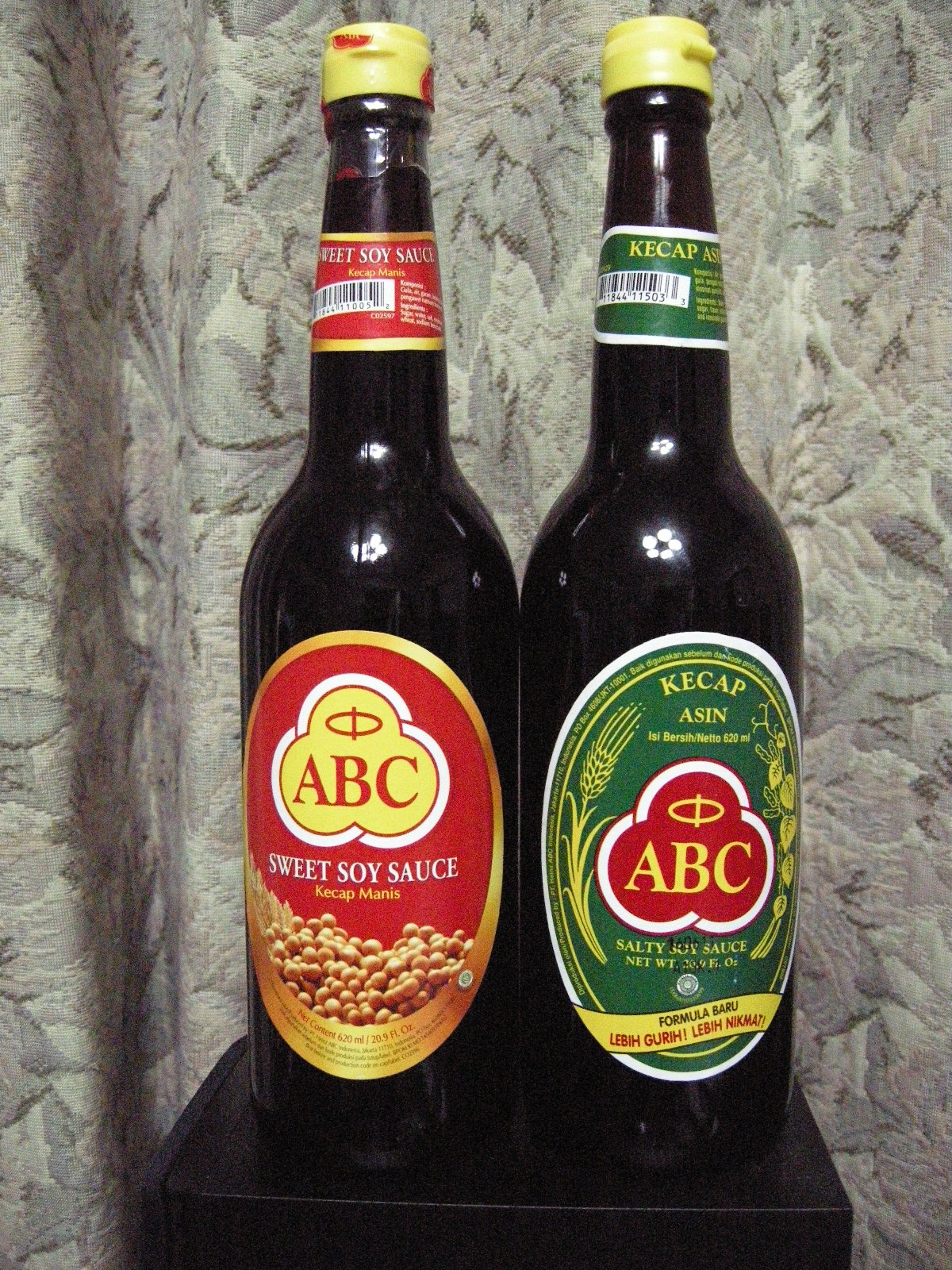
インドネシアのケチャップマニス（左）とケチャップアシン

マレー語の“kicap”とインドネシア語の “kecap”は、現在は大豆が主原料の醤油のことを指し、魚醤などの魚成分の原料は含まれず、料理の味付けには魚醤の一種であるシュリンプペースト（マレーシア：ブラチャン、インドネシア：トラシ）を組み合わせて使うことが多い。
甘い(manis)もの、塩辛い(asin)ものの2タイプが有り、甘いキチャップ（ケチャップ）マニスはトロミがあり、大豆と小麦の発酵による甘みに加え、パームシュガーが多く加えられていて、両国の代表的な料理ナシゴレンやミーゴレンなどに多用される。キチャップ（ケチャップ）アシンは粘性は少なく、日本の濃口醤油に似ているが風味は異なり、中国醤油の生抽により近い。
なおトマトケチャップは、それぞれ「トマトソース」の意味でマレーシアでは“sos tomat”、インドネシアでは“saus tomat”と呼び、“kicap/kecap”というワードは使われない。

## 逸話
1981年、レーガン政権下のアメリカ合衆国議会は、農務省に対して連邦公立学校の昼食基準について学校経費削減プランの提案を求めた。それに応じた農務省の提案の一つは、ケチャップを野菜として分類するというものであった。この提案は広く嘲笑の対象となり、結果却下された。
2017年にアメリカ合衆国大統領ドナルド・トランプがウェルダンに焼いたビーフステーキにトマトケチャップをかけたところ、外交儀礼に反すると批判された。
2021年、アメリカでは新型コロナウイルス感染症の拡大により、外食産業のデリバリーやテイクアウトの利用が増大した結果、トマトケチャップの小分けパックが品不足になる事態が発生した。

## 主なメーカー
世界最大手のケチャップメーカーは、大消費地のアメリカにあるクラフト・ハインツで、世界シェアの約3割（2018年時点）を占める。ユニリーバ（イギリスとオランダの多国籍企業）、日本のカゴメとキッコーマン(デルモンテアジアを買収)、ノルウェーのオルクラが続く。
- ハインツ：（日本法人本社は東京都台東区）
- ハンツ（英語版）
- デルモンテ・フーズ

### 日本
千葉県
- キッコーマン（千葉県野田市）※製造は日本デルモンテ、販売はキッコーマン食品

神奈川県
- インターフード（神奈川県横浜市）

長野県
- ナガノトマト（長野県松本市）
- 丸善食品工業（テーブルランド）（長野県千曲市）

愛知県
- カゴメ（愛知県名古屋市中区）
- コーミ（愛知県名古屋市東区）

兵庫県
- イカリソース（兵庫県西宮市）

和歌山県
- ハグルマ（和歌山県紀の川市）

広島県
- オタフクソース（広島県広島市）